# Tramwaje konne w Wołominie
Tramwaje konne w Wołominie – nieistniejąca sieć tramwaju konnego w Wołominie koło Warszawy.

## Tło powstania
Na przełomie XIX i XX w. obszar dzisiejszego Wołomina był popularnym wśród mieszkańców Warszawy letniskiem. O atrakcyjności Wołomina decydowały uwarunkowania przyrodnicze, m.in. porośnięte lasem sosnowym wydmy, a także bardzo dobra dostępność ze Stolicy dzięki stacji kolejowej Wołomin zlokalizowanej na linii kolejowej z Warszawy do Petersburga. Wartości rekreacyjne Wołomina wśród mieszczaństwa warszawskiego były propagowane m.in. przez Ferdynanda Hoesicka - redaktora naczelnego „Kurjera Warszawskiego” oraz Gustawa Granzowa. Parcelacja gruntów przeprowadzana przez nowych, prywatnych właścicieli dóbr wołomińskich przyczyniła się do powstania kolonii letniskowych, a w końcu i samego miasta zaprojektowanego przez Henryka Konstantego Wojciechowskiego. Jeden z ok. 150 domów (willi) letniskowych, zwany „Domem nad Łąkami”, należał do Wacława Nałkowskiego i jego córki Zofii Nałkowskiej.
Wzrastające zapotrzebowanie na przewozy letników pomiędzy stacją kolejową a osiedlami były bezpośrednim powodem powołania do życia 3 linii tramwajów konnych. Ok. 1908, tj. po likwidacji tramwajów konnych w Warszawie i budowie sieci tramwajów elektrycznych (co wymagało wymiany szyn na typ cięższy), część wymienianych szyn została wykupiona przez prywatnych przedsiębiorców i przewieziona do Wołomina. Tramwaje stanowiły własność prywatną tych dworów, które posiadały domki letniskowe.
Linie funkcjonowały ok. 30 lat głównie w okresie od maja do końca września.

## Trasy linii (numery linii mają charakter porządkowy)

### Linia nr 1
Okolice dzisiejszego Urzędu Miasta – ul. Ogrodowa – ul.Legionów do ul. Gryczanej
Linia widoczna jest na niemieckiej mapie z 1939 r.

### Linia nr 2
Okolice stacji kolejowej – ul. Piłsudskiego – ul. Radzymińska – Czarna: ul.Witosa – Helenów: ul. Boryny – ul. 100-lecia – Zagościniec: ul. 100-lecia do ul. Tramwajowej.
Była to najdłuższa z linii, której istnienie zostało upamiętnione nazwą ul. Tramwajowej w Zenonowie – dzisiejszym Zagościncu. Prawdopodobnie linia ta była także wykorzystywana do przewozu towarów, dlatego też była traktowana jako linia kolejowa. Linia pojawia się już w Atlasie geograficznym ilustrowanym Królestwa Polskiego, wydanym w 1907 r., oraz na mapach okolic Warszawy z lat I wojny światowej np.: na niemieckiej mapie Karte des Westlichen Russlands w skali 1:100 000 w arkuszu Warschau-Nord wydanym w 1915 r., w 1918 i w 1919 oraz w jej późniejszym polskim przedruku z 1921 i 1930 jako „kolej przemysłowa lub tramwaj”. Prawdopodobnie prześwit toru wynosił 800 mm. Jeszcze we wrześniu 1936 linia była nazywana tramwajem a początkowy fragment dzisiejszej ul. Piłsudskiego nosił nazwę ul. Tramwajowa.
Według Bogdana Pokropińskiego kolej konna Wołomin – Zenonów była jednym z trzech projektów kolei wąskotorowej zainicjowanym w 1900 r. przez właścicieli dóbr w ówczesnym powiecie radzymińskim (w tym Gustawa Granzowa) w celu ożywienia życia gospodarczego. Projekt ten miał być zatwierdzony przez władzę gubernialną w 1903 r. Została utworzona spółka udziałowa kolejki z kapitałem zakładowym wynoszącym 20 000 rubli. Samą linię kolejową zbudowano i uruchomiono już w 1904 r. Według Pokropińskiego linia kolejowa nie odegrała znaczącej roli, ale pełniła rolę tramwaju konnego dla okolicznych mieszkańców.
Na łamach "Kurjera Codziennego" w 1899 r. ukazała się informacja o tym, że grupa warszawskich przedsiębiorców rozpoczęła projekt budowy "kolejki" łączącej stację kolejową w Wołominie z Radzyminem (przez Czarną i Zagościniec). W Rościszewie (teren dzisiejszych Marek) linia ta miała łączyć się z Marecką Koleją Dojazdową.
Zgodnie z inną informacją prasową zamieszczoną w "Kurjerze Codziennym" budowa "kolei konnej" na tej trasie miała zakończyć się w sierpniu bądź wrześniu 1896 r. Na potrzeby budowy linii kolejowej wytyczono pas o szerokości 10 łokci.

### Linia nr 3
Okolice stacji kolejowej – ul. Laskowa – ul. Głowackiego – ul. Łukasiewicza do Dworu Korolkiewiczów w Nowej Wsi